# Цветкова, Ваня
Ваня Дойчева Цветкова (болг. Ваня Дойчева Цветкова) — болгарская актриса.

## Биография
Ваня Дойчева Цветкова родилась 12 января 1958 г. в Софии. Закончила актёрский факультет в ВИТИЗе (Высший институт театрального и киноискусства (с 1995 года — академия)) в 1980 году. В 1990 году переехала в США. В кино дебютировала в фильме «Служебное положение — ординарец» (1978), но популярность пришла к ней после роли Доротеи в фильме Христо Христова «Барьер» по мотивам повести Павла Вежинова, за которую актриса получила награды на кинофестивалях в Варне и Москве. После участия в кассовых хитах болгарского кинопроката «Лавина» по роману Благи Димитровой и «Комбина» она быстро стала всенародной любимицей и сыграла в двух фильмах вместе с Иваном Ивановым.
Ваня Цветкова живёт в Лас-Вегасе, но время от времени приезжает в Болгарию. Снялась в фильме «Наша другая возможная жизнь» (2004) и нескольких сериалах: «Патриархат» (2005), «Семь часов разницы» (2011—2013) и «Фамилия» (снимается).

## Фильмография
- Служебное положение: ординарец[болг.] (реж. Киран Коларов[болг.]) — 1978;
- Барьер (реж. Христо Христов) — 1979;
- Хан Аспарух — 1981;
- Никколо Паганини — телевизионный сериал — 1982;
- Лавина[болг.] — вместе с Иваном Ивановым[болг.] (реж. Христо Писков и Ирина Акташева) 1982;
- Комбина[болг.] — вместе с Иваном Ивановым — 1982;
- Назавтра утром видно не сразу[болг.] — телевизионный сериал — 1985;
- Этот прекрасный зрелый возраст[болг.] — 1985;
- Мечтатели[болг.] — 1987;
- Верными останемся — 1984
- Адио Рио[болг.] — 1989;
- Тест «88» — 1989;
- Игры индейцев[болг.] — 1990;
- Живи опасно[болг.] — 1990;
- Хорошо[болг.] — 1991;
- Новые подвиги Арсена Люпена — телевизионный сериал — 1995;
- Наша другая возможная жизнь[болг.] — вместе с Иваном Ивановым и Иваном Кондовым (реж. Румяна Петкова[болг.]) — 2004;
- Патриархат[болг.] — телевизионный сериал — 2005;
- Семь часов разницы[болг.] (2011—2013);
- Фамилия[болг.] — телевизионный сериал, в настоящее время снимается.